# المشي والبدانة
يصف المشي والبدانة كيف تختلف حركة المشي بين الشخص البدين «مؤشر كتلة الجسم لديه أكبر من 30 كجم / م 2» والشخص غير البدين. يُعد انتشار البدانة مشكلة عالمية. في 2007-2008، كانت معدلات انتشار البدانة بين الرجال الأمريكيين البالغين نحو 32٪ وأكثر من 35٪ بين النساء الأمريكيات البالغات. وفقاً لكلية جونز هوبكنز بلومبيرغ للصحة العامة، فإن 66٪ من سكان الولايات المتحدة يعانون زيادة الوزن أو البدانة، ومن المتوقع أن يرتفع هذا الرَّقَم إلى 75٪ بحلول عام 2015. ترتبط البدانة بمشاكل صحية مثل انخفاض حساسية الأنسولين ومرض السكري وأمراض القلب والأوعية الدموية والسرطان وتوقف التنفس في أثناء النوم وآلام المفاصل مثل هشاشة العظام.
يُعتقد أن أحد العوامل الرئيسية للبدانة المفرطة أن الأفراد الذين يعانون البدانة يتمتعون بتوازن طاقة إيجابي، مما يعني أنهم يستهلكون سعرات حرارية أكثر مما ينفقون. يستهلك البشر الطاقة بمعدل الأيض الأساسي والتأثير الحراري للغذاء والتوليد الحراري للنشاط غير الرياضي (NEAT) والتمارين الرياضية. في حين قُدمت العديد من عِلاجات البدانة لعامة الناس، فإن التمارين على شكل المشي هي نشاط سهل وآمن نسبياً ولديه القدرة على تحريك الشخص نحو توازن طاقة سلبي، وإذا تمرن الشخص لفترات طويلة بما يكفي فقد يقل وزنه.

## الميكانيكا الحيوية
هشاشة العظام في الركبة وآلام المفاصل الأخرى هي شكاوى شائعة بين الأفراد الذين يعانون البدانة المفرطة وغالبًا ما تكون سببًا لعدم استمرار وصفات التمارين الرياضية مثل المشي بعد وضعها في الخطة التدريبية. لتحديد سبب تعرض الشخص البدين لمشاكل المفاصل أكثر من الفرد غير البدين، يجب ملاحظة بارامترات الميكانيكيا الحيوية لرؤية الاختلافات بين المشي البدين وغير البدين.

## نظام الطاقة

### معدل الأيض
من المعروف جيدًا أن الأفراد الذين يعانون البدانة المفرطة يستهلكون قدرًا أكبر من الطاقة الأيضية خلال الراحة وعند أداء بعض الأنشطة البدنية مثل المشي مقارنة بالأفراد النحيلين. تتطلب الكتلة الزائدة المزيد من الطاقة للتحرك. لوحظ هذا في دراسة أجراها فوستر وآخرون. في عام 1995، أُدرجت 11 امرأة بدينة في الدراسة، حُسب فيها إنفاقهن للطاقة قبل وبعد فقدان الوزن. ووُجد أنه بعد فقدان الوزن بشكل كبير، استهلكت النساء طاقة أقل في إجراء المهمة نفسها عما استهلكوا عندما كانوا أثقل وزنًا. لتحديد ما إذا كان المشي أكثر تكلفة لكل كيلوغرام من كتلة الجسم وما إذا كان الأفراد البدينون يفضلون أن تكون سرعات المشي أبطأ، سعى براوننج وكرام إلى وصف الطاقة الأيضية التي تنفقها الإناث البدينات في أثناء المشي عبر سرعات مختلفة. ووجدوا أن المشي بالنسبة للنساء البدينات كان أكثر تكلفة بنسبة 11٪ لكل كيلوغرام من كتلة الجسم الزائدة مقارنة بالأفراد النحيلين وأن النساء البدينات يفضلن المشي بسرعة مماثلة للأفراد النحيلين الذين قللوا من تكلفة الطاقة الإجمالية لكل مسافة. تؤدي الحاجة إلى النظر في معدلات التمثيل الغذائي للرجال الذين يعانون البدانة المفرطة مقارنة بالنساء البدينات وتحديد ما إذا كان توزيع الدهون «جينويد مقابل أندرويد»، دورًا في إنفاق الطاقة، حسب براوننج وآخرين. لوحظ أن الذكور والإناث الذين يعانون البدانة المفرطة من الدرجة الثانية يمشون عبر سرعات مختلفة. ووجد أن معدل الأيض في أثناء الوقوف عند معايرته مع وزن الجسم كان أقل بنسبة 20٪ تقريبًا للأشخاص الذين يعانون البدانة المفرطة «المزيد من الأنسجة الدهنية وأنسجة أقل نشاطًا في التمثيل الغذائي»، ولكن معدلات التمثيل الغذائي خلال المشي كانت أفضل بنسبة 10٪ تقريبًا لكل كيلوغرام من كتلة الجسم للأفراد الذين يعانون البدانة عند مقارنتها بالناس النحيلين. ووجد هؤلاء الباحثون أيضًا أن زيادة كتلة الفخذ وتوزيع الدهون لا يهم، فالتركيب الكلي للجسم من نسبة الدهون في الجسم يرتبط بمعدل الأيض الصافي. لذلك، يستخدم الأفراد الذين يعانون البدانة طاقة أيضية أكثر من نظرائهم النحيلين عند المشي بالسرعة نفسها.

## الإستراتيجيات الممكنة
إحدى الإستراتيجيات المقترحة الممكنة لزيادة إنفاق الطاقة إلى أقصى حد مع تقليل الخطر على المفصل السفلي هي جعل الأشخاص البدينين يمشون بسرعة بطيئة مع انحناء. وجد الباحثون أنه خلال المشي إما عند 0.5 أو 0.75 م / ث و 9 درجات أو 6 درجات على التوالي، فإن ذلك سيعادل معدل الأيض الصافي نفسه للفرد البدين الذي يمشي بسرعة 1.50 م / ث دون انحناء. كما أدت هذه السرعات البطيئة مع الانحناء إلى خفض معدلات التحميل بشكل كبير وتقليل لحظات الخطر على عضلات الطرف السفلي. من الاستراتيجيات الأخرى التي تجب مراعاتها هي المشي البطيء لفترات طويلة من الوقت والتدريب تحت الماء لتقليل الأحمال على المفاصل وزيادة كتلة الجسم النحيل.

## قيود العمل مع الأفراد الذين يعانون البدانة المفرطة
غالبًا ما يكون من الصعب جدًا تجنيد الأشخاص البدينين الذين لا يعانون من أمراض مصاحبة أخرى مثل هشاشة العظام أو أمراض القلب والأوعية الدموية.  من الصعب أيضًا استنتاج ما إذا كان السكان الأصحاء يمثلون جميع السكان الذين يعانون البدانة المفرطة لأن الأشخاص الذين يتطوعون قد يكونون بالفعل نشطين إلى حد ما ولديهم لياقة أكبر من نظرائهم المستقرين. تكمن صعوبة أخرى في القدرة على توصيف المتغيرات الميكانيكية الحيوية بسبب التباين الكبير بين مجموعات البحث في وضع السمات الميكانيكية الحيوية. قد يكون من الصعب العثور على سمات الجسم التي تظهر غالبًا للأفراد النحيفين على الأشخاص الذين يعانون من البدانة المفرطة بسبب زيادة الدهون بين العظام وسمات الجسم. أدت استخدامات DEXA والأشعة السينية إلى تحسين وضع هذه العلامات الميكانيكية الحيوية، ولكن التباين لا يزال قائماً ويجب أخذه بعين الاعتبار عند التحليل العلمي.